# Međulužje
Međulužje (Servisch cyrillisch Међулужје) is een plaats in de Servische gemeente Mladenovac. De plaats telt 2431 inwoners (2002).